# ОШ „Јован Дучић” Касиндо
ОШ „Јован Дучић” једна је од основних школа у општини Источна Илиџа. Налази се у улици Младичка 3, у Касиндолу. Име је добила по Јовану Дучићу, српском и југословенском песнику, писцу, дипломати и академику.

## Историјат
Школа у Касиндолу је почела са радом школске 1898—1899. године. Направљена је од чврстог материјала, постоји и данас, два пута је дограђивана и реновирана. Од њеног почетка до данас, школа је прошла кроз реформе у образовању. У току три рата у 20. веку школа није претрпела већа оштећења. Након Другог светског рата четверогодишња основна школа је постала декларативна обавеза, али не и Нижа реална гимназија.
Пред крај 50-тих година основна школа је била четвороразредна. Даље школовање су ученици могли наставити у Вишој реалној гимназији, а након тога се уписати на факултет са претходно положеном Великом матуром, односно уписати се у неку средњу стручну школу или сродан факултет. Реформа образовања је извршена и 1959. године, па је основна школа прерасла у осмогодишње трајање и постала је обавезна за сву децу. Једно време је школа, због мањег броја деце (сваки разред је имао по једно одељење), била подручна и у саставу школа „Душан Пајић Дашић” у Которцу и „Бранко Радичевић” на Илиџи у Сарајеву.
У последњем рату, настава се није изводила од маја 1992. до априла 1993. године, када су организована инструктивна предавања након којих су се испити полагали пред комисијом. Од септембра 1993. године је почело одржавање редовне наставе у краћим прекидима због ратних дејстава и траје све до данас. Школа је пре радила под називом Основна школа „Касиндо”, а 31. октобра 1996. Министарство образовања, науке и културе је донело одлуку да се име школе промени у Основна школа „Јован Дучић” Касиндо. Уврштена је у мрежу школа, јер испуњава законом прописане услове, након чега их је Министарство просвете уврстило међу шест школа експерименталног типа.

## Догађаји
Догађаји основне школе „Јован Дучић”:
- Светосавска академија[3]
- Никољдан[4]
- Дан школе[5]
- Европски дан језика[6]
- Међународни дан борбе против вршњачког насиља[7]
- Међународни дан матерњег језика[8]
- Међународни фестивал поезије за децу[9]
- Међународни фестивал позоришта за децу „Lut fest”[10]
- Пројекат „Ја грађанин”[11]